# Kriegerdenkmal (Unterhaching)

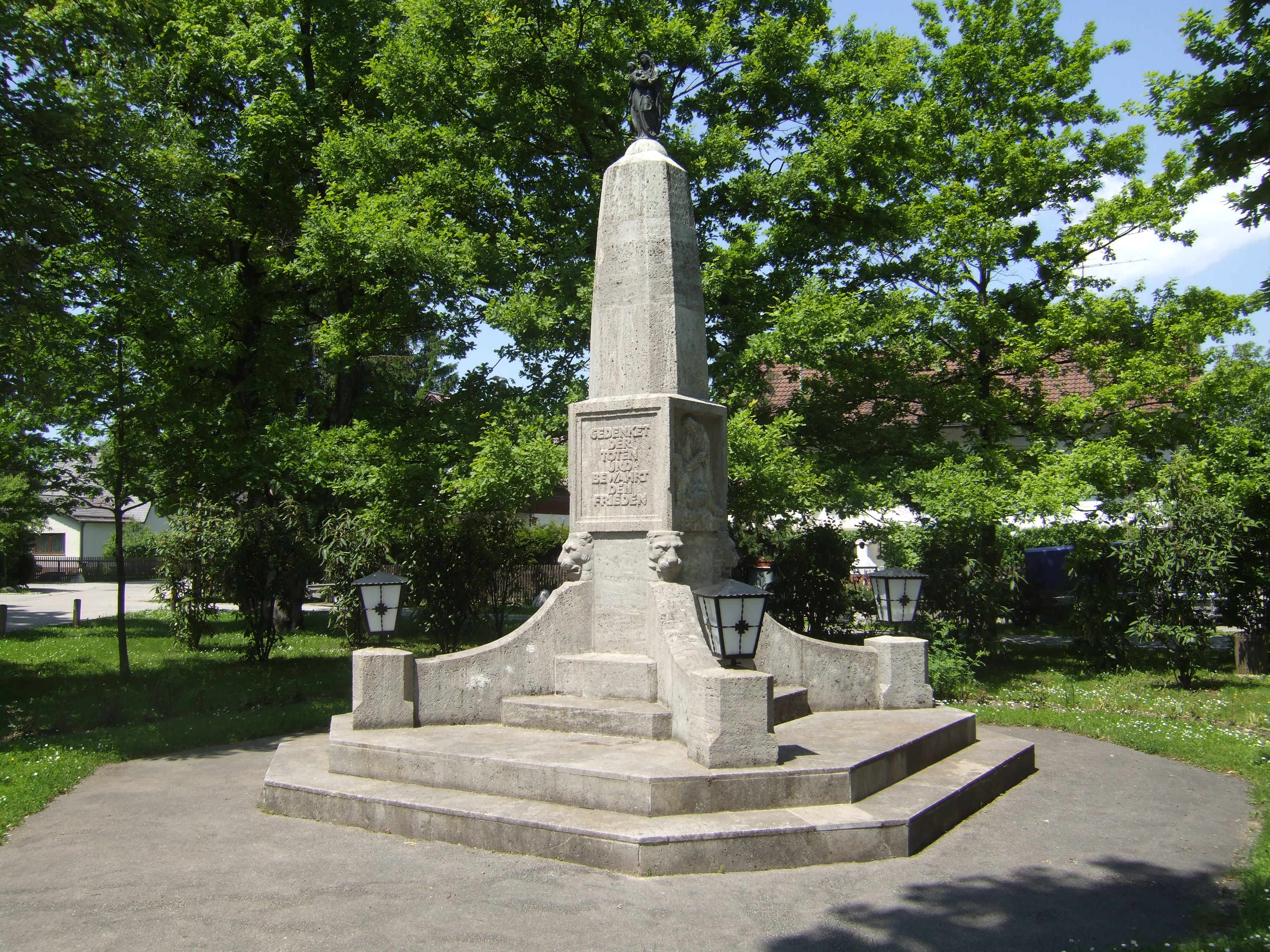
Kriegerdenkmal Unterhaching am Friedensplatz

Das Kriegerdenkmal Unterhaching steht am Friedensplatz vor der Pfarrkirche St. Korbinian in der Gemeinde Unterhaching im Landkreis München. Es erinnert an die Toten der beiden Weltkriege. Es steht unter Denkmalschutz (Akten-Nr. D-1-84-148-10).
Die Krieger- und Soldatenkameradschaft Unterhaching wurde 1874 als Krieger- und Veteranenverein der Soldaten des Deutsch-Französischen Krieges 1870/71 gegründet. Vor 1918 war der Verein eher bayerisch als deutschnational ausgerichtet, da zum Schluss der Versammlungen ein Hoch auf den Prinzregenten Luitpold und in späteren Jahren dann auf König Ludwig III. ausgerufen wurde. Da von den etwa 100 Unterhachinger Soldaten 33 im Ersten Weltkrieg getötet wurden, wollte der Verein nach dem Krieg ein Denkmal errichten. Entworfen wurde es von dem Münchener Steinmetz Constantin Frick. Zusammen mit der politischen Gemeinde wurde es für 4600 Reichsmark erbaut und am 7. Juni 1925 als verspätete Jubiläumsfeier (50 Jahre Krieger- und Soldatenkameradschaft Unterhaching) eingeweiht. Die Feier begann mit einem Festgottesdienst, danach folgte ein Umzug mit mehreren Wagen, auf denen „lebende Bilder“ des Weltkriegs nachgestellt wurden. Musikalisch begleitet wurde das Fest von der Kapelle des Reichswehr-Infanterie-Regiments 19. Das Denkmal wurde abschließend der Gemeinde zur weiteren Pflege übergeben.
Das Denkmal steht auf dem heutigen Friedensplatz bei der Pfarrkirche und dem ehemaligen Ortsfriedhof, also zwischen der Hauptstraße mit den Bauernhäusern und der Pfarrkirche. Es besteht aus Kirchheimer Muschelkalk. Das Denkmal ist als Stele mit auslaufenden und stilisierten Eckstützen gestaltet. Auf der Spitze steht eine bronzene Statue der Patrona Bavariae. Die Steele steht auf einem gestuften, achteckigen Sockel. 1955 wurde das Denkmal renoviert und am 13. November 1955 (Volkstrauertag) wieder neu eingeweiht.
Der heutige Platz ist Gemeindeeigentum, seit im Jahr 1858 ein dort stehendes Sechzehnergütl abbrannte.
Der Standort hatte bis 1933 keinen eigenen Namen, danach hieß er Hindenburgplatz, nach 1945 wurde er – auch wegen des Denkmals – in Friedensplatz umbenannt. Im Gegensatz zu den meisten Kriegerdenkmälern fehlen die Namen der getöteten Soldaten; sie sind in den Unterhachinger Kirchen vermerkt.